# Bruno Nascimento
Bruno Andrade de Toledo Nascimento, meglio conosciuto come Bruno Nascimento (Caçapava, 30 maggio 1991), è un ex calciatore brasiliano, di ruolo difensore.

## Carriera
Cresciuto nel settore giovanile del Desportivo Brasil, nel 2010 si trasferisce all'Estoril Praia. Il 29 gennaio 2013 viene ceduto in prestito al Colonia, da cui il 23 maggio viene riscattato, firmando un quadriennale con il club tedesco. Il 12 agosto 2014 passa a titolo temporaneo all'Estoril, facendo così ritorno nel club portoghese; il 15 luglio 2015 viene ceduto, sempre in prestito, al Tondela. Dopo aver disputato una stagione con l'Omonia Nicosia, il 27 giugno 2017 fa ritorno in Portogallo, firmando un triennale con il Feirense.

## Statistiche

### Presenze e reti nei club
Statistiche aggiornate all'8 marzo 2018.
| Stagione             | Squadra              | Campionato           | Campionato | Campionato | Coppe nazionali | Coppe nazionali | Coppe nazionali | Coppe continentali | Coppe continentali | Coppe continentali | Altre coppe | Altre coppe | Altre coppe | Totale | Totale | Totale |
| Stagione             | Squadra              | Comp                 | Pres       | Reti       | Comp            | Pres            | Reti            | Comp               | Pres               | Reti               | Comp        | Pres        | Reti        | Pres   | Reti   |        |
| -------------------- | -------------------- | -------------------- | ---------- | ---------- | --------------- | --------------- | --------------- | ------------------ | ------------------ | ------------------ | ----------- | ----------- | ----------- | ------ | ------ | ------ |
| 2010-2011            | Estoril Praia        | SL                   | 6          | 0          | TdP+TdL         | 0+1             | 0               | -                  | -                  | -                  | -           | -           | -           | 7      | 0      |        |
| 2011-2012            | Estoril Praia        | SL                   | 13         | 0          | TdP+TdL         | 0+7             | 0               | -                  | -                  | -                  | -           | -           | -           | 20     | 0      |        |
| 2012-gen. 2013       | Estoril Praia        | PL                   | 14         | 1          | TdP+TdL         | 1+3             | 1+0             | -                  | -                  | -                  | -           | -           | -           | 18     | 1      |        |
| gen.-giu. 2013       | Colonia              | ZL                   | 6          | 1          | CG              | 2               | 0               | -                  | -                  | -                  | -           | -           | -           | 6      | 1      |        |
| 2013-2014            | Colonia              | ZL                   | 7          | 0          | CG              | 1               | 0               | -                  | -                  | -                  | -           | -           | -           | 8      | 0      |        |
| Totale Colonia       | Totale Colonia       | Totale Colonia       | 13         | 1          |                 | 1               | 0               |                    | -                  | -                  |             | -           | -           | 14     | 1      |        |
| 2014-2015            | Estoril Praia        | PL                   | 9          | 0          | TdP+TdL         | 1+1             | 0               | UEL                | 2                  | 0                  | -           | -           | -           | 13     | 0      |        |
| Totale Estoril Praia | Totale Estoril Praia | Totale Estoril Praia | 42         | 1          |                 | 14              | 1               |                    | 2                  | 0                  |             | -           | -           | 58     | 2      |        |
| 2015-2016            | Tondela              | PL                   | 24         | 0          | TdP+TdL         | 1+1             | 0               | -                  | -                  | -                  | -           | -           | -           | 26     | 0      |        |
| 2016-apr. 2017       | Omonia Nicosia       | AK                   | 9          | 0          | CC              | 1               | 0               | UEL                | 1                  | 0                  | -           | -           | -           | 11     | 0      |        |
| 2017-2018            | Feirense             | PL                   | 6          | 0          | TdP+TdL         | 0+0             | 0               | -                  | -                  | -                  | -           | -           | -           | 6      | 0      |        |
| Totale carriera      | Totale carriera      | Totale carriera      | 94         | 2          |                 | 20              | 1               |                    | 3                  | 0                  |             | -           | -           | 117    | 3      |        |

## Palmarès

### Club

#### Competizioni nazionali
- Segunda Liga: 1

Estoril Praia: 2011-2012
- Campionato tedesco di seconda divisione: 1

Colonia: 2013-2014